# オリンパス・OM-D E-M1 Mark II

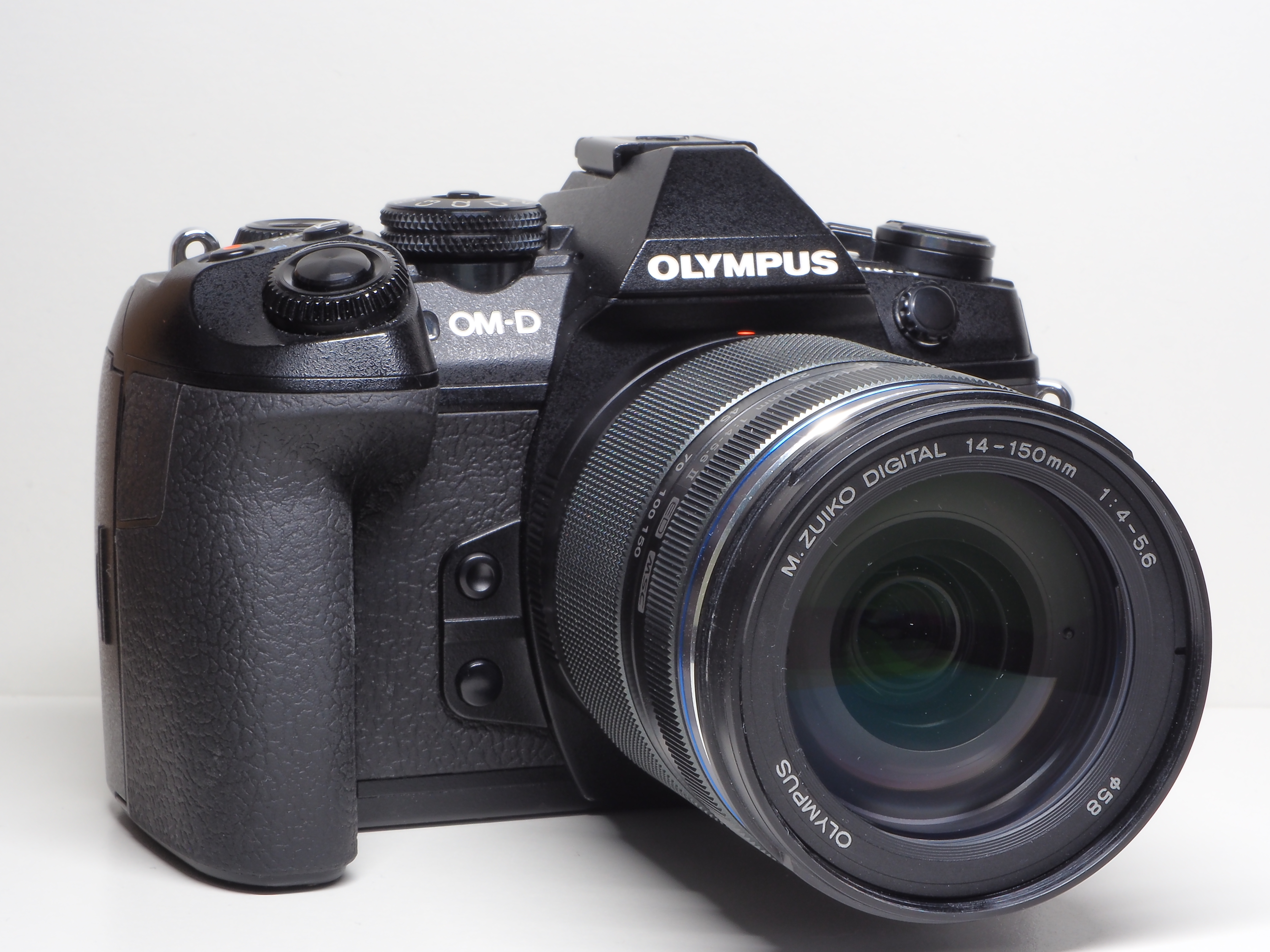
オリンパス・OM-D E-M1 Mark IIと高倍率ズームレンズ

オリンパス・OM-D E-M1 Mark IIは、2016年12月22日にオリンパス（現OMデジタルソリューションズ）から発売された、マイクロフォーサーズシステムのデジタルミラーレス一眼カメラである。2017年のカメラグランプリで大賞及びあなたが選ぶベストカメラ賞を同時受賞している。

## 概要
オリンパスのマイクロフォーサーズシステムのミラーレス一眼カメラのうち、OM-Dシリーズに属する機種で、同シリーズのフラッグシップモデルであったOM-D E-M1の後継機種である。E-M1から画素数、AF・連写性能など多くの進化を遂げ、ミラーレスカメラでは最高峰に位置するカメラとなっている。
ボディはブラックのみであるが、2019年2月22日にオリンパス創設100周年を記念してシルバーが限定発売された。

## E-M1からの主な進化点
1. 有効画素数が2037万画素に
2. 手ぶれ補正効果が本体のみで5.5段、対応レンズとの併用で6.5段に（発売当時世界最高）。
3. 液晶モニターがバリアングルモニターに
4. AF測距エリアが121点に。追従性能も向上。
5. 連続撮影速度が最大18コマ/秒（AF・AE追従）に
6. 深度合成撮影が可能に
7. ハイレゾショット（連続撮影した8枚の画像を合成。最大8000万画素相当）の撮影が可能に
8. 4K動画の撮影が可能に（フレームレートは約30フレーム/秒）[6]

## 仕様
| 撮像素子             | 形式:4/3型Live MOS センサー サイズ:17.4 mm x 13.0 mm |
| カメラ部有効画素数   | 2037万画素 |
| レンズマウント       | マイクロフォーサーズマウント |
| ファインダー         | アイレベル式液晶ビューファインダー、約236万ドット |
| 液晶モニター         | 3.0型2軸可動式液晶:約104万ドット（3:2） |
| ライブビュー         | 視野率 約100%、 露出補正反映、ホワイトバランス反映、 階調オート反映、顔検出反映（最大8人）、 罫線表示、拡大表示（3倍/5倍/7倍/10倍/14倍） 情報表示：ノーマル、ヒストグラム、ハイライト＆シャドウ、水準器、Off |
| 手ぶれ補正           | 形式:ボディー内手ぶれ補正（撮像センサーシフト式5軸手ぶれ補正） 手ぶれ補正効果: 5.5段（本体のみ） 6.5段（対応レンズ使用時） |
| AF方式               | ハイスピードイメージャAF（イメージャ位相差AF / イメージャコントラストAF 併用） |
| 測距点               | 121点（クロスタイプ位相差AF）、121点（コントラストAF） |
| 測光方式             | 324分割デジタルESP測光、中央部重点平均測光、スポット測光、スポット測光ハイライト / シャドウ |
| ホワイトバランス     | モード:オート、プリセット（7種）、ワンタッチWB（4件登録可）、CWB（色温度指定） |
| ISO感度              | オートISO：ISO LOW（64相当） - 6400まで自動（初期設定）、200 - 6400まで上限感度変更可 マニュアルISO：LOW（64相当、100相当）、200 - 25600 （1/3、1 EVステップ選択可） |
| シャッター速度       | [電子制御フォーカルプレーンシャッター] 1/8000 - 60秒、ライブバルブ、ライブタイム、ライブコンポジット [電子先幕シャッター] 1/320 - 60秒、 [電子シャッター] 1/32000 - 60秒 |
| 連続撮影             | [連写H]：約15コマ/秒（10 - 15コマ/秒に設定可） [連写L]：約10コマ/秒（1 - 10コマ/秒に設定可） [低振動連写L]：約8.5コマ/秒（1 - 8コマ/秒に設定可） [静音連写H（電子シャッター）]：約60コマ/秒（15、20、30、60コマ/秒に設定可） [静音連写L（電子シャッター）]：約18コマ/秒（1 - 10、15、18コマ/秒に設定可） |
| 最高連続撮影枚数     | [連写H・15fps時] RAW：約102コマ、JPEG（LN）：約134コマ [連写L・10fps時] RAW：約321コマ、JPEG（LN）：カード容量一杯まで [静音連写H・60fps時] RAW：約50コマ、JPEG（LN）：約51コマ [静音連写L・18fps時] RAW：約77コマ、JPEG（LN）：約91コマ |
| 低振動撮影           | シャッター方式:電子先幕シャッター シャッター速度:1/320 - 60秒（1/320より高速側はメカシャッターに自動切換え） |
| 静音撮影             | シャッター方式:電子シャッター シャッター速度:1/32000 - 60秒 |
| ハイレゾショット     | 解像力:50M画素相当、25M画素相当（撮像センサーをずらしながら8回撮影して自動合成） 【JPEG（50M）】8160 x 6120、【JPEG（25M）】5760 x 4320、【RAW】10368 x 7776 シャッター方式:電子シャッター シャッター速度:1/8000 - 60秒 |
| 動画                 | 動画記録方式:MOV（MPEG-4AVC/H.264 ） 記録画素数/フレームレート/圧縮方式: [MOV] 4096 x 2160（C4K）/ 24p / IPB（約237Mbps） 3840 x 2160（4K）/ 30p、25p、24p / IPB（約102Mbps） 1920 x 1080（FHD）/ 30p、25p、24p / ALL-I（A-I）、IPB（SF、F、N） 1920 x 1080（FHD）/ 60p、50p / IPB（SF、F、N） 1280 x 720（HD）/ 60p、50p、30p、25p、24p / ALL-I（A-I）、IPB（SF、F、N） 60p：59.94fps、50p：50.00fps、30p：29.97fps、25p：25.00fps、24p：23.98fps、C4K時は24.00fps FHD ALL-I（A-I：ALL-Intra / 約202Mbps）、FHD IPB（SF：SuperFine / 約52Mbps、F：Fine / 約30Mbps、N：Normal / 約18Mbps） HD ALL-I（A-I：ALL-Intra / 約102Mbps）、HD IPB（SF：SuperFine / 約26Mbps、F：Fine / 約14Mbps、N：Normal / 約10Mbps） 記録時間制限:[MOV] 約29分 動画撮影時手ぶれ補正: M-IS1（撮像センサーシフト式＆電子式 手ぶれ補正によるマルチモーションIS）、 M-IS2（撮像センサーシフト式によるマルチモーションIS）、OFF |
| 入出力               | USB:USB（タイプC） リモコン端子:φ2.5ミニジャック（別売リモートケーブルRM-CB2使用可能） HDMI端子:HDMIマイクロコネクター （タイプD） フラッシュ端子:ホットシュー 、シンクロ端子 無線LAN:内蔵（IEEE 802.11b/g/n） 外部マイク入力端子:φ3.5 ステレオミニジャック（プラグインパワーOn/Off可） ヘッドホン端子:φ3.5 ステレオミニジャック パソコンインターフェース:Super Speed（USB3.0） |
| 記録媒体             | SD / SDHC/ SDXCメモリーカード、Eye-Fiカード対応 |
| 電源                 | 使用電池:専用リチウムイオン充電池 BLH-1 撮影可能コマ数: 約440枚（BLH-1、TOSHIBA SDHC UHS-Iカード EXCERIA 32G 使用時、IS ON、フラッシュ非装着、CIPAの試験基準による） 約950枚（低消費電力撮影モード時、CIPA試験基準をベースにした当社試験法による） |
| 本体サイズ （W×H×D） | 134.1ｍｍ×90.9ｍｍ×68.9ｍｍ（CIPA準拠 幅×高さ×奥行き 突起部含まず） |
| 質量 （本体のみ）    | 約574ｇ（CIPA準拠、付属充電池およびメモリーカード含む、アイカップなし） |